# Franciszka Siedliska
Franciszka (in religione Maria di Gesù Buon Pastore) Siedliska (Roszkowa Wola, 12 novembre 1842 – Roma, 21 novembre 1902) è stata una religiosa polacca, fondatrice della congregazione delle Suore della Sacra Famiglia di Nazareth. Papa Giovanni Paolo II l'ha beatificata nel 1989.

## Educazione
Figlia di Adolfo e Cecilia Siedliski, genitori colti e ricchi, fu educata privatamente da governanti, preparata alla Prima Comunione dal Padre Cappuccino Leander Lendzian, lituano, che suscitò in lei la vocazione a farsi religiosa.

## Intuizione della futura Congregazione religiosa
Dopo la morte di suo padre, avvenuta nel 1870, Franciszka mantenne l'aspirazione di consacrarsi a Dio. Il primo ottobre 1873 presentò a papa Pio IX la sua petizione per fondare una Congregazione religiosa a modello della Sacra Famiglia di Nazaret e delle virtù da essa praticate.

## Approvazione del Papa
Papa Pio IX, nel 1873, benedisse e approvò ciò che essa voleva fare per la Chiesa con la preghiera il lavoro e la sofferenza. Francesca Siedliska divenne così "Fondatrice della Congregazione delle Suore della Sacra Famiglia".

## Attività
Gli inizi a Roma nel 1875 furono difficili ma, con fede e dedizione, si dedicò insieme ad altre consorelle, all'istruzione catechistica dei bambini, assistendo i malati e confortando anche i bisognosi di aiuto spirituale e materiale.

## All'estero
La congregazione accolse altre suore novizie, crebbe e fu aperto quindi un convento anche in Polonia, a Cracovia, nel 1881. Franciszka Siedliska nel 1884 fece la professione religiosa e prese il nome di suor Maria di Gesù Buon Pastore. Alcuni immigrati polacchi negli Stati Uniti furono aiutati dalla Madre che si recò in questa terra con undici suore. Altri conventi furono aperti a Parigi nel 1892 e a Londra nel 1895.

## Indebolimento fisico e morte
A causa dei continui sforzi che sosteneva con viaggi, fatiche, assistenza ai bisognosi, per compiere la sua opera, Maria di Gesù Buon Pastore morì il 21 novembre 1902 a Roma. Le Costituzioni comprese nella sua Congregazione (istruzione religiosa dei catecumeni, insegnamento della dottrina cristiana, ritiri spirituali per signore, assistenza ai bisognosi, preparazione alla prima Comunione) furono approvate in via definitiva dalla Santa Sede nel 1923.

## Eredità e beatificazione
La Madre lasciò alla Congregazione l'esempio della sua vita, la Regola, le lettere. Il suo motto era Fiat voluntas tua. Essa è stata beatificata a Roma da papa Giovanni Paolo II il 23 aprile 1989.